# Csák Gyöngyi
Csák Gyöngyi (Kisvaszar, 1950. április 28. –) költő, író. 2013 óta a Magyar Írószövetség tagja.

## Életpályája
Baranya megyében, Kisvaszaron született 1950. április 28-án.
Általános iskoláit Kisvaszaron és Gerényesen végezte.
1968-ban érettségizett Dombóváron az Apáczai Csere János Gimnáziumban.
Rendező szeretett volna lenni, azonban felvételét a főiskolára esélytelennek tartotta.
1968-ban Felsőkövesden kezdte meg pályafutását képesítés nélküli nevelőként.
1974-ben költözött Budapestre és a XVII. kerületi Jókai Mór Általános Iskola tanítója lett.
Tanítói diplomáját 1975-ben Kaposváron szerezte meg, 1985-től az iskola alsó tagozatot irányító igazgatóhelyettese lett, egészen 2007 augusztusi nyugdíjba vonulásig.
Verseket már gimnáziumi évei alatt is írt, azonban életkörülményei: a pedagógusi pálya és a vezetői munka felelőssége mellett,
a gyermekeit egyedül nevelő anya gondjai közepette későn, két évtizedes késéssel jelent meg első könyve.
Versei, novellái, drámái számos folyóiratban jelentek meg, többek közt a Parnasszus, a Műhely, az Árgus, a NapSziget, a Palócföld, a PoLíSz, a Dunatükör, a Duna-Part, az Ezredvég, a Vár Ucca Műhely, az Új Nautilusz, a Hitel, a Várad, a Kárókatona, a Holdkatlan, a Vár, a Napút, A hetedik, az Agria, a Zempléni Múzsa és a Lenolaj lapjain.
Az interneten is egyre gyakrabban találkozhatunk írásaival.
2010 és 2014 között a Fúzió Rádió irodalmi műsoraiban (IRKA, Kultúrbolygó) is szerepelt.
A közeljövőben prózai munkáinak, drámáinak kiadását tervezi.
Csák Gyöngyi ma Kőbányán él, fiai Roland és Béla önálló életet élnek.

## Művei
- Anonyma színrelép (versek, Littera Nova, Budapest, 1994)
- Lázgörbe (versek, Littera Nova, Budapest, 1996)
- Ecsetvonások (versek, Littera Nova, Budapest, 2000)
- Szertartás (versek, Felsőmagyarország – Szépírás, Miskolc, 2003)
- Ezredfordulói sóhajtások (versek, Hungarovox, Budapest, 2007)
- Pillanatképek a torokszorítóból (versek, Hungarovox, Budapest, 2010)
- Mágnesvihar (versek, Fekete Sas Kiadó, Budapest, 2013)
- Cserepesedik a lét (versek, Napkút Kiadó, Budapest, 2015)
- Mítoszködben (versek, Napkút Kiadó, Budapest, 2017)[1]
- Futókor; Napkút, Bp., 2020

## Antológiák
- Karácsonyi ajándék (prózák, Littera Nova, Budapest, 1994)

## Díjai, elismerései
- Bánkuti Miklós-díj (2008)

## Külső hivatkozás
- Csák Gyöngyi honlapja
- TV-interjú Csák Gyöngyivel (2011)
- TV-interjú Csák Gyöngyivel (2013)